# Glypta werneri
Glypta werneri är en stekelart som beskrevs av Dasch 1988. Glypta werneri ingår i släktet Glypta och familjen brokparasitsteklar. Inga underarter finns listade i Catalogue of Life.